# Felix Jacoby
Felix Jacoby (* 19. März 1876 in Magdeburg; † 10. November 1959 in West-Berlin) war ein bedeutender deutscher Klassischer Philologe. Er hat besonders im Bereich der antiken griechischen Geschichtsschreibung wichtige Studien und Fachartikel verfasst. Die von ihm begonnene monumentale Sammlung Die Fragmente der griechischen Historiker stellt eine zwar unvollendete Arbeit dar, die aber bis heute grundlegend ist.

## Leben
Felix Jacoby wurde als Sohn des wohlhabenden jüdischen Getreidehändlers Oscar Jacoby (1831–1919) und dessen Frau Gertrude, geborene Löwenthal (1856–1929), geboren. Im Alter von elf Jahren wurde er protestantisch getauft. 1894 legte er am Pädagogium zum Kloster Unser Lieben Frauen in Magdeburg sein Abitur ab.
Jacoby studierte in Freiburg/Breisgau (1894), München (1894–1896, unterbrochen von der Militärdienstzeit) und Berlin (ab 1896) Klassische Philologie. Er wurde 1900 in Berlin bei Hermann Diels mit einer umfangreichen lateinischen Arbeit über Apollodor von Athen promoviert. Da die mündliche Prüfung allerdings nur mit cum laude bewertet wurde, war eine weitere akademische Karriere in Berlin ausgeschlossen. Doch auf Vermittlung Ulrich von Wilamowitz-Moellendorffs, der eine deutsche Fassung der Dissertation für seine Schriftenreihe Philologische Untersuchungen akzeptierte (Apollodors Chronik. Eine Sammlung der Fragmente. Berlin 1902), konnte sich Jacoby 1903 bei Eduard Norden an der Universität Breslau mit einer bis heute einflussreichen Arbeit über die Parische Chronik habilitieren (Das Marmor Parium herausgegeben und erklärt. Berlin 1904).
1901 heiratete er Margarete Johanne von der Leyen (1875–1956). Mit ihr hatte er die Söhne Hans (1902–1980) und Eduard Georg (Soziologe; 1904–1978) sowie die Tochter Annemarie (1905–?). Jacoby wurde Privatdozent in Breslau und schrieb ab 1905 zahlreiche Artikel für Paulys Realencyclopädie der classischen Altertumswissenschaft, von denen besonders der umfangreiche Beitrag zu Herodot herausragt (RE Suppl. 2, Berlin 1913, Sp. 205–520, s. v. Herodotos [7]). 1906 erhielt er eine außerordentliche, 1907 eine ordentliche Professur für Klassische Philologie (Schwerpunkt Latinistik) an der Christian-Albrechts-Universität zu Kiel. Zwischen 1915 und 1918 nahm er als Soldat in einem Feldartillerieregiment am Ersten Weltkrieg teil.
1923 wurde Jacoby korrespondierendes Mitglied der Akademie der Wissenschaften zu Göttingen, 1931 der Preußischen Akademie der Wissenschaften. Politisch war Jacoby wie sein älterer Freund und Kollege Eduard Norden von konservativer bis deutschnationaler Grundhaltung und zutiefst im kaiserzeitlichen Denken verhaftet. Wie dieser scheint er der nationalsozialistischen Machtergreifung anfangs nicht ablehnend gegenübergestanden zu haben. Aus dem Schüler- und Bekanntenkreis Jacobys gibt es Stimmen, die eine Affinität Jacobys zum Nationalsozialismus bejahen, wie auch solche, die dies kategorisch ausschließen.
Am 23. April 1933 erschien Jacobys Name in einer von der Kieler Zeitung veröffentlichten Liste von im Sinne des neuen Regimes missliebigen Kieler Hochschullehrern. Nach nationalsozialistischer Ideologie, die wenig später in den Nürnberger Gesetzen ihren Niederschlag fand, galt Jacoby immer noch als Jude; 1934 wurde er gezwungen, seinen Kieler Lehrstuhl aufzugeben. Der formellen Entlassung kam Jacoby durch ein Demissionsgesuch zuvor. Er ließ sich im folgenden Jahr mit der Familie seines Sohnes Hans in Finkenkrug bei Berlin nieder, um seine wissenschaftliche Tätigkeit fortzusetzen. Bis 1938 war es ihm noch möglich, die Staatsbibliothek zu Berlin für seine Arbeit zu nutzen. Nachdem in der „Reichspogromnacht“ sein Haus von einem SA-Trupp angegriffen und beschädigt worden und nur durch einen Zufall sein in Zettelkästen aufbewahrtes Lebenswerk der Zerstörung entgangen war, entschloss sich Jacoby zur Emigration und wanderte mit seiner Frau im April 1939 nach England aus, wo er dank der Fürsprache seines früheren Kieler Kollegen Eduard Fraenkel an der University of Oxford tätig wurde. 1945 wurde er zum korrespondierenden Mitglied der British Academy gewählt. 1948 machte ihn die Universität Kiel zum Ehrensenator, aber erst 1953 erhielt er endgültig seine Ruhestandsbezüge als Emeritus zugesprochen.
1956 kehrte Jacoby nach Deutschland zurück und ließ sich in Berlin-Dahlem nieder. Im selben Jahr verlieh ihm die Universität Oxford die Ehrendoktorwürde. Seinen 80. Geburtstag begleitete die Herausgabe seiner verstreuten Schriften zur Historiographie (Abhandlungen zur griechischen Geschichtsschreibung, Leiden 1956) sowie eine Festschrift mit Beiträgen vor allem seiner Kieler Schüler. Kurz vor seinem Tod wurde er noch auswärtiges Mitglied der Accademia delle Scienze di Torino.

## Werk
Bereits in Promotion und Habilitation beschäftigte sich Jacoby mit der griechischen Geschichtsschreibung. Am 8. August 1908 stellte er in Berlin vor kleinem Auditorium seinen Plan einer neuen Sammlung der griechischen Historikerfragmente vor, der ein Jahr später in schriftlicher Form auch einem weiteren Fachpublikum bekannt gemacht wurde. Die Sammlung sollte Karl Müllers veraltete Sammlung der Fragmenta historicorum Graecorum (Paris 1841–1873) ersetzen und die (überwiegend durch Zitate bei erhaltenen Autoren überlieferten) Überreste der ansonsten verloren gegangenen antiken griechischen Geschichtsschreiber nach einem entwicklungsgeschichtlichen Prinzip ordnen. Jacoby nahm irrtümlich an, das Werk innerhalb weniger Jahre vollenden zu können. Der Aufteilung der Autoren nach Mythographie/Genealogie (Abt. 1), Zeitgeschichte (Abt. 2), Lokalgeschichte/Ethnographie (Abt. 3) lag dementsprechend Jacobys Auffassung von der Genese der griechischen Geschichtsschreibung zugrunde. In Kiel entstand dann ab den 1920er Jahren nach umfangreichen Vorarbeiten das Werk, das seinen wissenschaftlichen Ruhm begründen sollte, die zahlreiche Bände umfassende Sammlung Die Fragmente der griechischen Historiker. Der erste Band wurde 1923 im Verlag Weidmann (Berlin) veröffentlicht. Als mit dem Jahr 1938 die Zusammenarbeit mit diesem Verlag ein politisch bedingtes Ende fand, wechselte Jacoby mit den Fragmenten zum Verlag E. J. Brill (Leiden), bei dem schon 1940 der nächste Band erscheinen konnte.
Jacoby setzte die Arbeit an den Bänden auch in seiner Oxforder Zeit und bis zu seinem Tod fort. Besonders ausführlich fielen dabei die Kommentare zu den attischen Lokalhistorikern (Atthidographen) aus, die Jacoby in englischer Sprache verfasste. Als Seitenstück und Einleitung dazu publizierte er die Monographie Atthis (Oxford 1949). Das monumentale Werk der griechischen Historikerfragmente, das unvollendet blieb und inzwischen fortgesetzt wird (siehe unten), ist bis heute ein unverzichtbares Arbeitsmittel für Philologen und Althistoriker auf der ganzen Welt. Die von Jacoby selbst herausgegebenen Bände umfassen 856 Autoren, zu 607 von diesen liegen Kommentare von Jacoby vor.
Ulrich Schindel schreibt über Jacobys Lebensleistung: Es ragt wie Zyklopenwerk in die Zeit des teamwork und der Computer-Programme hinein, endgültiger Abschluß einer großen Epoche der klassischen Philologie in Deutschland.
Jacoby verfasste außerdem mehrere, noch heute grundlegende Artikel über griechische Historiker für Paulys Realencyclopädie der classischen Altertumswissenschaft; unter anderem stammen die Artikel zu Herodot, Ktesias von Knidos, Kallisthenes von Olynth und Hieronymos von Kardia von ihm. Daneben beschäftigte sich Jacoby mit griechischer und lateinischer Dichtung (Homer, Hesiod, Theognis von Megara, Juvenal, Lucan, Properz, Horaz).

## Nachwirkung
In der Vorrede zum letzten von ihm herausgegebenen Teil der Fragmente hatte Jacoby gehofft, das Gesamtprojekt werde nach seinem Tod zu einem baldigen Abschluss kommen: es schmerzt mich, dass meine (durch äussere Umstände verhängnisvoll unterbrochene) arbeit an den „Fragmenten“ selbst nur der Historiker im engeren sinne des wortes ein torso bleiben muss: mein alter gestattet mir leider nicht mehr, den lange vorbereiteten kommentar zu dem Ethnographenteil noch selbst vorzulegen. Aber trotz der mir immer lebhaft im Gedächtnis gebliebenen düsteren prophezeiung meines lehrers und freundes Hermann Diels über den von vornherein zu ehrgeizig concipierten plan einer „kommentierten“ sammlung der Historiker-fragmente darf ich der sicheren hoffnung ausdruck geben, dass auch diese lücke in absehbarer zeit ausgefüllt werden wird. Für die Fortführung der Arbeit hatte Jacoby Herbert Bloch und Friedrich Gisinger gewonnen.
Es dauerte jedoch bis 1991, ehe Jacobys Abteilung 4 (Biographie und antiquarische Literatur) mit den unter der Ägide von Guido Schepens (Leuven) und Gustav Adolf Lehmann (Göttingen) herausgegebenen FGrHist Continued realisiert zu werden begann. Zusammen mit der durch Hans-Joachim Gehrke (Berlin) herausgegebenen Abteilung 5 (Geographie) und dem unter Ian Worthington (Missouri) entstehenden Brill’s New Jacoby sind zum jetzigen Zeitpunkt somit drei internationale Projekte mit der Vollendung von Jacobys Lebenswerk befasst. Hinzu tritt die von Eugenio Lanzilotta in Rom herausgegebene Reihe I frammenti degli storici greci (FStGr), die ebenfalls in der Tradition Felix Jacobys steht.
Zur Wiederkehr des 50. Todestages von Felix Jacoby am 10. November 2009 ehrten ihn das Seminar für Klassische Philologie der Humboldt-Universität und das Deutsche Archäologische Institut zu Berlin mit einer Gedenkveranstaltung.
Von 2012 bis 2019 richtete das Institut für Klassische Altertumskunde der Universität Kiel jährlich eine Felix-Jacoby-Gedächtnisvorlesung aus.
Am 16. November 2016 wurden in der Leistikowstraße 13 in Falkensee-Finkenkrug (Landkreis Havelland), dem letzten Wohnort des Ehepaars vor der Emigration nach England, von dem Künstler Gunter Demnig Stolpersteine für Felix und Margarete Jacoby verlegt.